# 青剑湖
青剑湖，又名青涓湖，是中国江苏省苏州市的一个湖泊，位于苏州工业园区跨塘镇（现唯亭镇），星湖街西侧，阳澄湖大道北侧。水域面积1.09平方公里，湖底高程1.3米，蓄水量163.5万立方米。青剑湖沟通阳澄湖与娄江的水路，对跨塘镇的农业灌溉起到了重要的作用。 
1970年代曾进行围垦，成为粮田，1979年退田还湖。 
2014年起青剑湖开始景观提升改造工程，改建沿湖景观带，并打通青剑湖与阳澄湖水系。